# Чагатай хан
Чагатай хан е монголски владетел, втори син на Чингис хан. Той управлява Чагатайското ханство в Кашгария и Трансоксиана, част от Монголската империя, от средата на 1220-те до смъртта си през 1241. Наследен е от внука си Кара Хюлегю.